# Survival Heroes Brasil
Survival Heroes Brasil é um jogo Moba Battle Royale desenvolvido pela empresa chinesa Suzhou Snail Digital Technology Co., Ltd. (Chinese: 蜗牛 苏州蜗牛数字科技股份有限公司; pinyin: Wōniú sūzhōu wōniú shùzì kējì gǔfèn yǒuxiàn gōngsī) e publicado no Brasil pela empresa XCloudgame. O jogo foi inicialmente lançado em Agosto de 2018 na China e sua versão global foi lançada em Novembro de 2018. Em Outubro de 2019 a Xcloudgame anunciou que publicaria Survival Heroes com servidores brasileiros. 

## Jogabilidade
Survival Heroes Brasil é um jogo que combina a mecânica dos jogos clássicos MOBA com a característica de sobrevivência dos Battle Royale. O jogador inicia numa espécie de dirigível, onde ele tem que saltar numa área de sua escolha e vasculhar a área por armas equipamentos a fim de poder se defender e eliminar os adversários. A movimentação, câmeras e comandos são idênticos aos de jogos como Mobile Legends, Arena of Valor, etc. 